# Brześć Kujawski (gemeente)
De gemeente Brześć Kujawski is een stad- en landgemeente in het Poolse woiwodschap Koejavië-Pommeren, in powiat Włocławski.
De zetel van de gemeente is in miasto Brześć Kujawski.
Op 30 juni 2004 telde de gemeente 11 112 inwoners.

## Oppervlakte gegevens
In 2002 bedroeg de totale oppervlakte van gemeente Brześć Kujawski 150,44 km², waarvan:
- agrarisch gebied: 74%
- bossen: 18%

De gemeente beslaat 10,22% van de totale oppervlakte van de powiat.

## Demografie
Stand op 30 juni 2004:
| Omschrijving                   | Totaal | Totaal | Vrouwen | Vrouwen | Mannen | Mannen |
| ------------------------------ | ------ | ------ | ------- | ------- | ------ | ------ |
| eenheid                        | aantal | %      | aantal  | %       | aantal | %      |
| inwoners                       | 11 112 | 100    | 5681    | 51,1    | 5431   | 48,9   |
| bevolkingsdichtheid (inw./km²) | 73,9   | 73,9   | 37,8    | 37,8    | 36,1   | 36,1   |

In 2002 bedroeg het gemiddelde inkomen per inwoner 1319,41 zł.

## Administratieve plaatsen (sołectwo)
Aleksandrowo, Brzezie, Falborz, Guźlin, Jaranówek, Jądrowice, Kąkowa Wola, Kąty, Kuczyna, Machnacz, Miechówice, Miechówice Nowe, Pikutkowo, Redecz Krukowy, Rzadka Wola, Rzadka Wola-Parcele, Słone, Sokołowo, Sokołowo-Kolonia, Stary Brześć, Wieniec, Wieniec-Zalesie, Witoldowo, Wolica.

## Zonder de statussołectwo
Falborek, Falborz-Kolonia, Gustorzyn, Kąkowa Wola-Parcele, Parcele Sokołowskie, Starobrzeska Kolonia, Wieniec-Zdrój.

## Aangrenzende gemeenten
Bądkowo, Lubanie, Lubraniec, Osięciny, Włocławek, Włocławek